# Luchthaven van Juba
De Luchthaven van Juba (IATA: JUB - ICAO: HSSJ) is de internationale luchthaven van Juba, de hoofdstad van Zuid-Soedan. De luchthaven is de thuisbasis van South Supreme Airlines. Al jaren is er een nieuw luchthavengebouw in aanbouw, dat het huidige veel te kleine en sterk verouderde gebouw moet vervangen. Doordat geld bestemd voor de bouw verdwenen is, heeft de bouw vele jaren vertraging opgelopen en is voltooiing van de bouw nog niet in zicht.

## Ongeluk

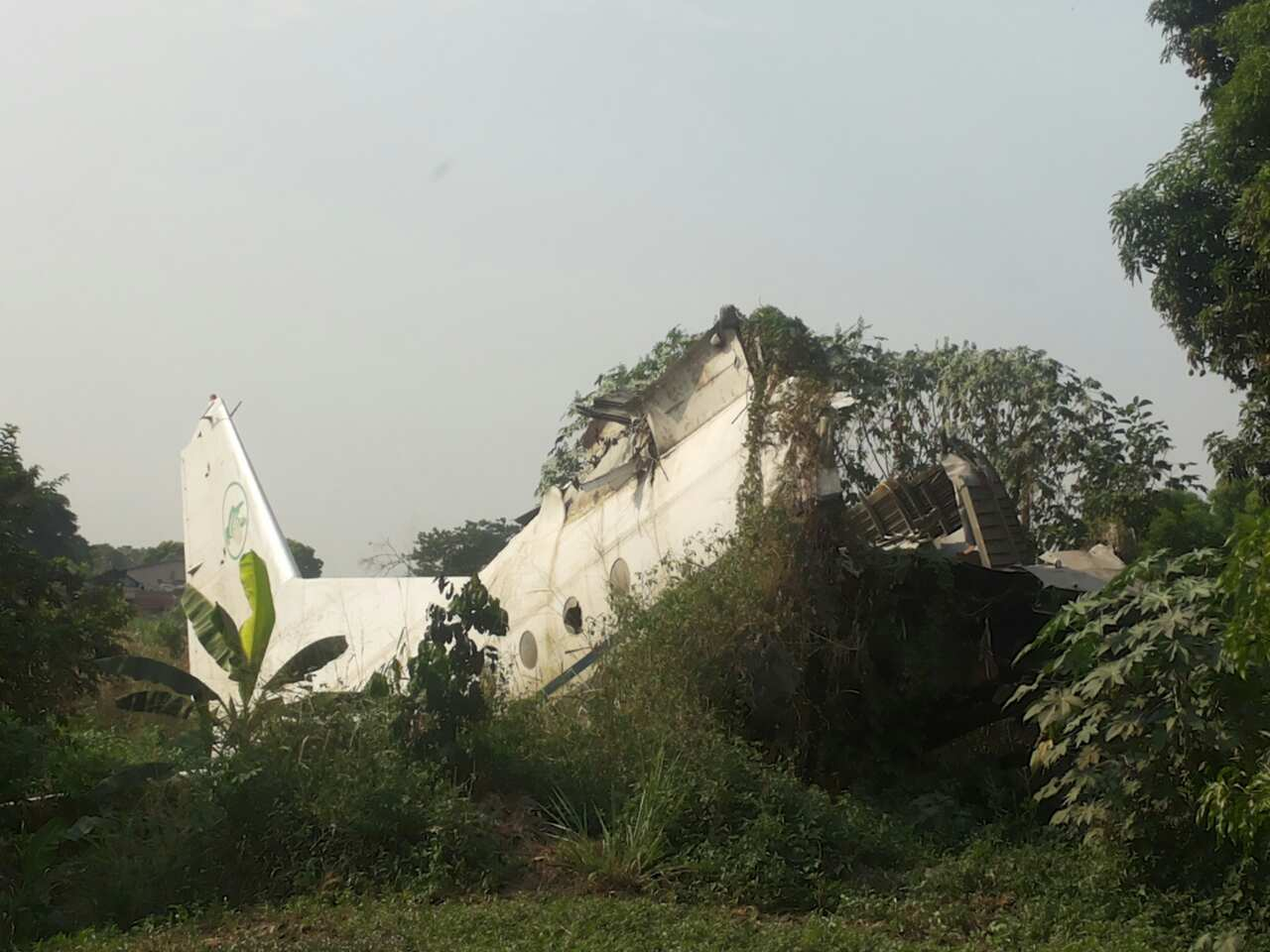
De neergestorte Antonov An-12

Op 4 november 2015 stortte tijdens het opstijgen de Antonov An-12BK EY-406 neer op 800 meter van de landingsbaan van de luchthaven in Juba. Het vliegtuig was onderweg naar Paloich in Zuid-Soedan. De vlucht werd uitgevoerd door Allied Services Ltd, een logistiek bedrijf gevestigd in Juba, dat het vliegtuig huurde van Asia Airways uit Tadzjikistan.
Het volgeladen vliegtuig vloog laag over de gebouwen aan het eind van de landingsbaan en stortte neer op de oevers van de rivier de Nijl. Er ontstond geen brand. Hoewel het een vrachtvliegtuig betrof waren er veel passagiers aan boord. Minstens 41 mensen werden gedood. Twee personen, een man en een babymeisje, overleefden het ongeluk.